# Johann Daniel Herrnschmidt
Johann Daniel Herrnschmidt (auch Herrnschmid oder Herrenschmid; * 11. April 1675 in Bopfingen; † 5. Februar 1723 in Halle, Saale) war ein deutscher evangelischer Theologe und Kirchenlieddichter.

## Leben

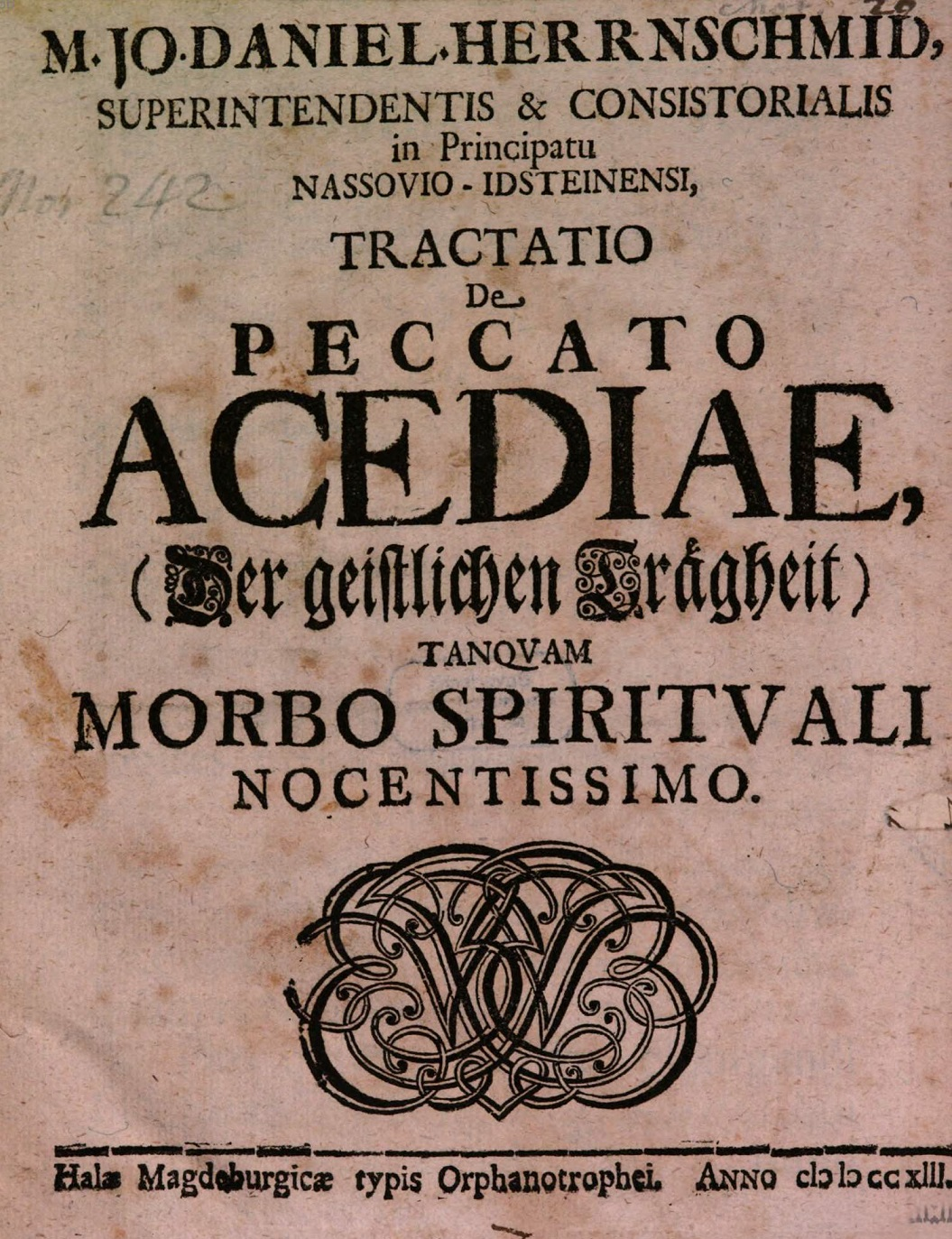
Titelseite von Herrnschmidts Dissertation Tractatio de peccato acediae, Halle 1713

Herrnschmidts Vater Georg Adam Herrnschmidt und Großvater Jakob Adam Herrnschmidt waren Pfarrer in Bopfingen. 1690 besuchte Herrnschmidt das Gymnasium in Nördlingen; ab 1693 in Heilbronn. Die Universität Altdorf besuchte er ab 1696. 1698 ging er an die neugegründete Universität Halle, wo er den Magistergrad erwarb. Hier prägte ihn u. a. August Hermann Francke. 
Im Frühling 1702 wurde Herrnschmidt in Bopfingen Vikar, im Juli desselben Jahres Diakon (zweiter Prediger), später Pfarrer. 1712 wurde er durch Fürst Georg August von Nassau-Idstein, Graf zu Saarbrücken, zum Superintendenten, Hofprediger und Konsistorialrat in Idstein ernannt.
1713 wurde Herrnschmidt in Halle mit der Dissertation De peccato acediae (der geistlichen Trägheit) zum Dr. theol. promoviert.
1715 wurde er durch den preußischen König Friedrich Wilhelm I. zum theologischen Professor in Halle ernannt. Zugleich wurde er Subdirektor der Franckeschen Stiftungen mit Aufsicht über die dortige Lateinschule.
Johann Daniel Herrnschmidt war verheiratet mit Sabina Katharina geb. Schwarz. Das Paar hatte acht Kinder, darunter Georg Ludwig Herrnschmidt. Ende Januar 1723 erkrankten beide an einem heftigen Katarrhfieber. Zwei Wochen später starb Herrnschmidt; einen Tag später seine Frau. 
Herrnschmidt zählt zu den bedeutendsten Dichtern des hallischen Pietismus. Johann Anastasius Freylinghausen nahm 17 seiner Lieder in die verschiedenen Ausgaben des Geistreichen Gesangbuchs auf. Heute sind davon jedoch nur noch wenige lebendig.

## Lieder (Auswahl)
- Gott will’s machen, dass die Sachen gehen, wie es heilsam ist (EG/Wü 620)
- Lobe den Herren, o meine Seele (EG 303, MG 84)
- Nachdichtung von Psalm 96: Singt dem Herrn nah und fern, rühmet ihn mit frohem Schall!